# Freeride World Tour

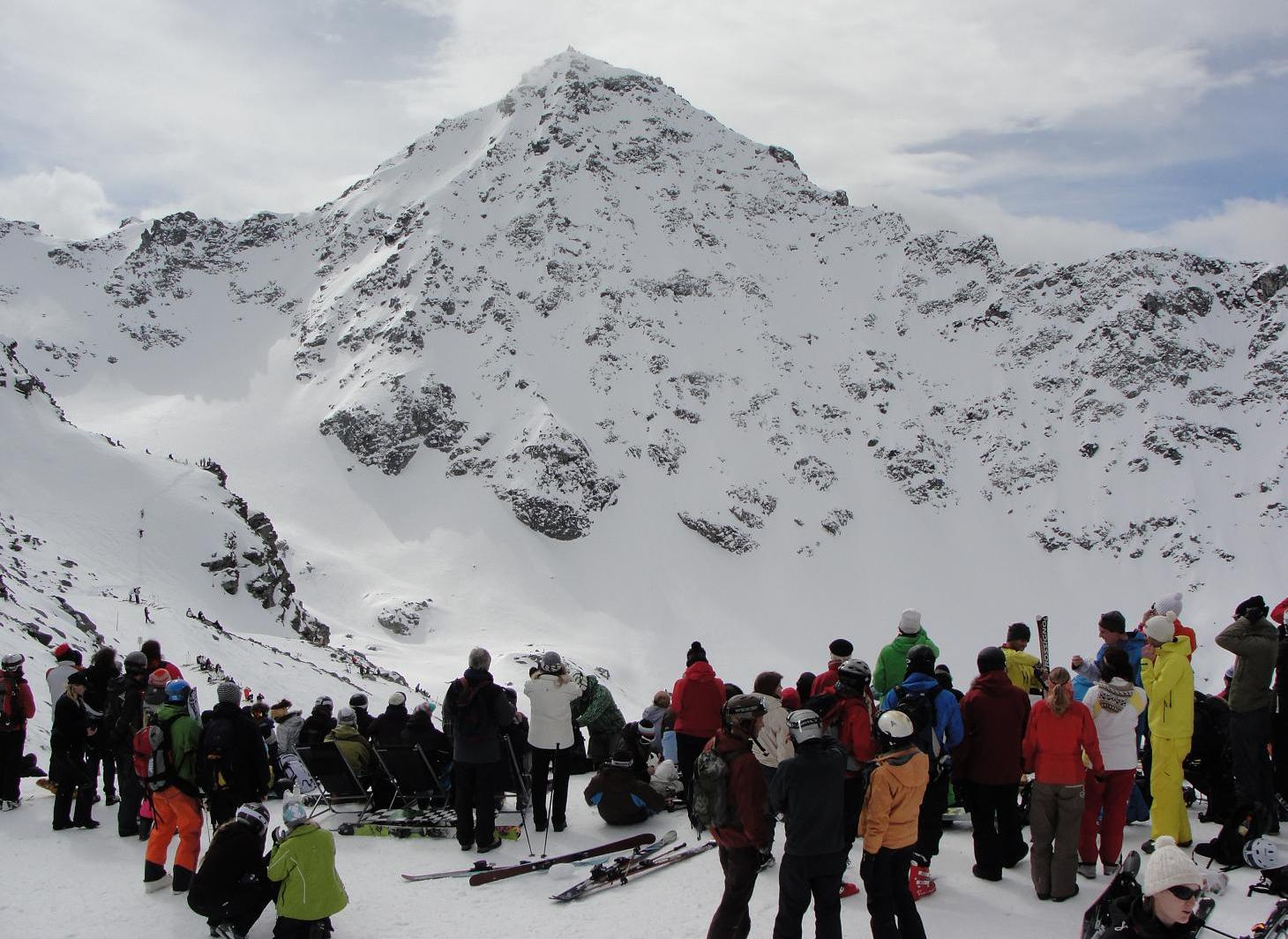
Spettatori per l'ultima tappa del Freeride World Tour 2010, sotto al monte Bec des Rosses

Il Freeride World Tour (FWT) è un circuito internazionale di competizioni professionistiche di freeride e di sci e snowboard big mountain, che si svolge annualmente dal 2008 in diverse località di montagna nel mondo.

## Storia
Il Freeride World Tour è stato fondato nel 1996 in seno alla competizione del Verbier Extreme, che è stato una competizione solo di snowboard fino al 2004. La prima serie di eventi sotto il nome Freeride World Tour ha avuto luogo nel 2008 per iniziativa della Nissan e degli organizzatori di alcune competizioni europee di freeride; vennero fissate cinque tappe e venne posto per premio la più grande cifra mai stabilita per una gara di sci fuoripista. Dal 2013 è il FWT è sponsorizzato da Swatch e The North Face. Nello stesso anno si è fuso con il più vecchio Freeskiing World Tour e il The North Face Masters of Snowboarding, unendo tutti e tre gli eventi in un unico tour globale.
La Federazione internazionale sci e snowboard, sotto la presidenza di Johan Eliasch, ha acquistato il Freeride World Tour nel 2022.

## Organizzazione
Le competizioni organizzate in seno al FWT sono quattro.
- Il Freeride World Tour Pro (FWT Pro) è il circuito mondiale di snowboard e sci freeride. Vi partecipano i migliori atleti del globo, che gareggiano su storiche, leggendarie e impegnative montagne in rinomate località sciistiche sparse per tutto il mondo. A volte vengono offerte delle wild card limitate ad atleti affermati che permettono loro di competere senza passare dalle qualificazioni.
- Il FWT Challenger è l'ultimo passo verso la qualificazione per il circuito FWT Pro. I migliori corridori del FWT Qualifier competono contro gli ultimi classificati del FWT Pro per guadagnarsi un posto nel circuito maggiore dell'anno successivo.
- Il FWT Qualifier è il circuito di qualificazione mondiale progettato per sviluppare il talento e le capacità degli atleti emergenti. I corridori accumulano punti attraverso 60 eventi organizzati in tutto il mondo, di cui quaranta in Europa. Il sistema di punteggio si basa sulla classifica a stelle degli eventi qualificanti (1-4 stelle) e sulle regioni dell'evento: Regione 1 (Europa, Asia e Oceania) e Regione 2 (Stati Uniti d'America, Canada, Cile e Argentina). I migliori atleti di ciascuna regione sono invitati a competere nel FWT Challenger.
- Il FWT Junior è il circuito dedicato ai giovani atleti fino a 18 anni, con l'obiettivo di sviluppare i talenti di domani e incoraggiare la partecipazione dei giovani a questo sport.

L'organizzazione del FWT collabora con le scuole di sci per fornire competenza e condividere lo sport del freeride con atleti di tutte le età tramite le FWT Accademies. Queste scuole, organizzate dalla FWT, offrono programmi che vanno da un giorno a una settimana.

## La gara

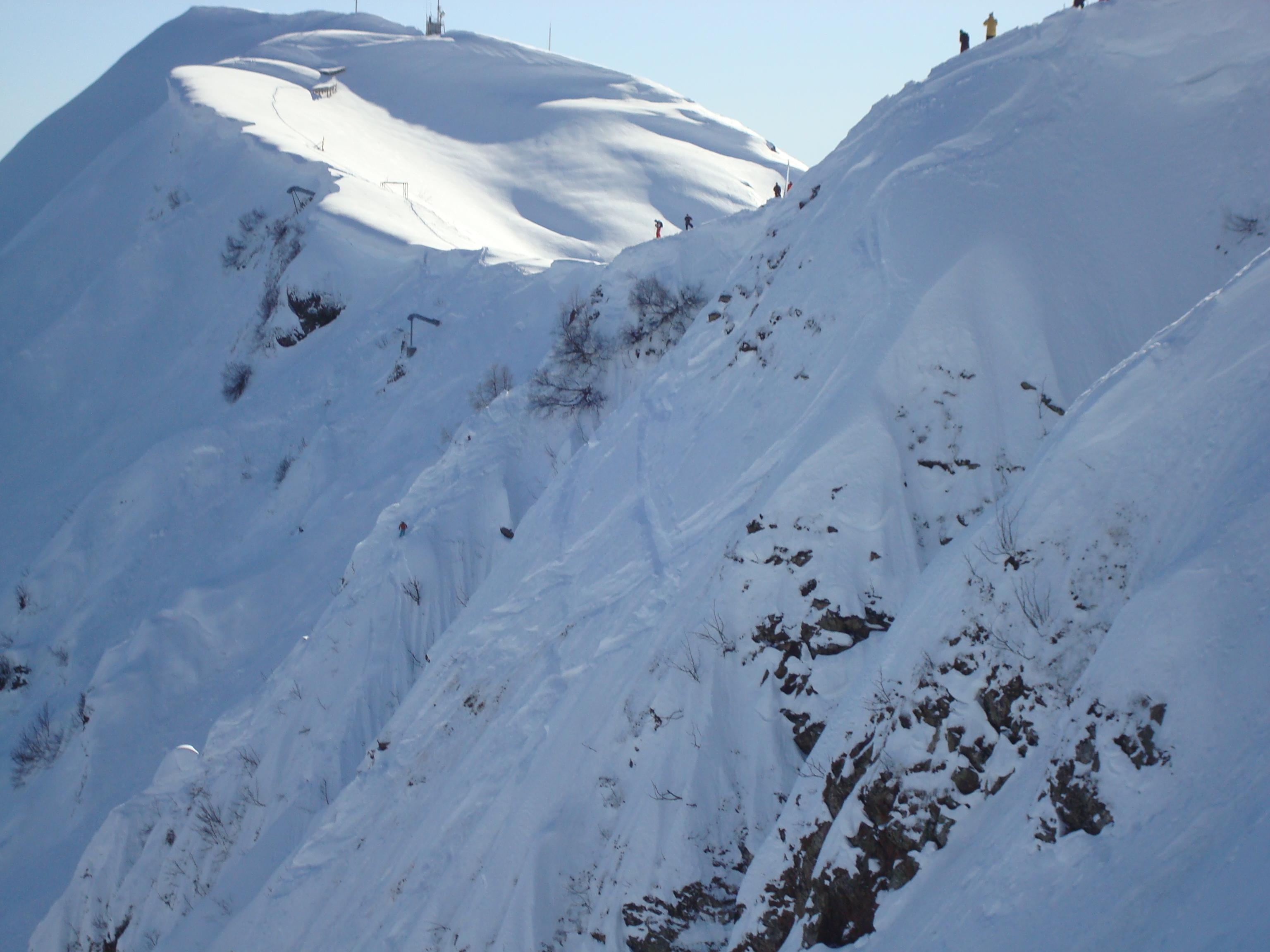
La partenza del pendio della Russian Adventure 2009 a Krasnaja Poljana

Sciatori e snowboarder gareggiano in due discipline separate, a loro volta divise nelle categorie maschile e femminile. Ogni tappa del tour vede gareggiare ogni categoria ordinatamente (o solo alcune) secondo un percorso libero che inizia da un cancelletto di partenza sulla cima, o nelle sue vicinanze, di un monte e finisce con il traguardo a valle. Gli atleti sono liberi di scegliere la linea che preferiscono senza tuttavia poterla provare prima della gara – questo vincolo aggiunge difficoltà alla discesa. All'arrivo sono giudicati da una giuria che assegna loro un punteggio da 0 a 100.
I criteri su cui si basano i giudici sono cinque:
- la linea di discesa: viene giudicata la scelta della linea di discesa in base alla sua difficoltà e originalità
- i salti e le acrobazie: vengono tenuti in considerazione il numero e la qualità dei salti e delle acrobazie affrontati; maggiore è la difficoltà del gesto tecnico, più saranno i punti assegnati
- la fluidità: ovvero la continuità della discesa; le pause vengono penalizzate mentre la velocità viene premiata
- il controllo: gli atleti che perdono l'equilibrio o il controllo della sciata vengono penalizzati
- la tecnica: viene anche giudicata la tecnica di discesa e delle curve.

Alla fine del torneo vengono premiati gli atleti che per ogni categoria hanno ottenuto un miglior punteggio totale rispetto alle quattro migliori discese.

## Tappe
Nella seguente tabella sono indicate le tappe di ogni edizione:
| Tappe FWT                               | 08 | 09 | 10 | 11  | 12  | 13  | 14  | 15 | 16 | 17 | 18  | 19 | 20  | 21   | 22 | 23  | 24 |
| --------------------------------------- | -- | -- | -- | --- | --- | --- | --- | -- | -- | -- | --- | -- | --- | ---- | -- | --- | -- |
| Baqueira Beret                          |    |    |    |     |     |     |     |    |    |    |     |    |     |      | •  | •   | •  |
| Chamonix                                |    |    | •  | •   | •   | •   | •   | •  | •  | •  |     |    |     |      |    |     |    |
| Courmayeur                              |    |    |    |     | • 1 | • 1 | • 1 |    |    |    |     |    |     |      |    |     |    |
| Crested Butte                           |    | •  |    |     |     |     |     |    |    |    |     |    |     |      |    |     |    |
| Big Mountain Fieberbrunn                |    | •  |    | • 1 | • 1 | •   | •   | •  | •  | •  | •   | •  | •   | •    | •  | •   | •  |
| Haines, Alaska                          |    |    |    |     |     |     |     | •  | •  | •  |     |    |     |      |    |     |    |
| Hakuba                                  |    |    |    |     |     |     |     |    |    |    | • 2 | •  | •   | • 4  |    |     |    |
| Kicking Horse-Golden                    |    |    |    |     |     |     |     |    |    |    | •   | •  | •   | • 4  | •  | •   | •  |
| North Face Masters Kirkwood             |    |    |    | • 3 |     | •   | •   |    |    |    |     |    |     |      |    |     |    |
| Mammoth Challenge                       | •  |    |    |     |     |     |     |    |    |    |     |    |     |      |    |     |    |
| Revelstoke                              |    |    |    |     | •   | •   | •   |    |    |    |     |    |     |      |    |     |    |
| Røldal Freeride Challenge               |    |    |    |     | •   |     |     |    |    |    |     |    |     |      |    |     |    |
| North Face Masters Snowbird             |    | •  |    |     |     |     |     |    |    |    |     |    |     |      |    |     |    |
| Russian Adventure Soči                  | •  | •  | •  | • 1 |     |     |     |    |    |    |     |    |     |      |    |     |    |
| Tramface Squaw Valley                   |    | •  | •  |     |     |     |     |    |    |    |     |    |     |      |    |     |    |
| Nissan Freeride Sankt Moritz            |    |    |    | • 1 |     |     |     |    |    |    |     |    |     |      |    |     |    |
| Tetnuldi Georgia Pro                    |    |    |    |     |     |     |     |    |    |    |     |    |     |      |    |     | •  |
| Nissan Freeride Tignes                  | •  | •  |    |     |     |     |     |    |    |    |     |    |     |      |    |     |    |
| Swatch Freeride Vallnord-Ordino Arcalís |    |    |    |     |     |     |     | •  | •  | •  | •   | •  | •   | •• 5 | •  | •   | •  |
| Finale                                  |    |    |    |     |     |     |     |    |    |    |     |    |     |      |    |     |    |
| Xtreme de Verbier                       | •  | •  | •  | •   | •   | •   | •   | •  | •  | •  | •   | •  | • 4 | •    | •  | • 6 | •  |

Legenda

1 : Solo uomini.

2 : 2018 - Rimpiazzata da Kicking Horse il 7 febbraio.

3 : Solo sci.

4 : Annullata a causa della Pandemia da COVID-19.

5 : Con il  calendario 2021 seriamente modificato dalla pandemia, gli organizzatori hanno deciso di aggiungere, a fine febbraio, un secondo round di gare a Ordino-Arcalis.

6 : 2023 - Nessuma tappa finale a causa delle condizioni meteorologiche (forti raffiche di vento e neve).

## Albo d'oro

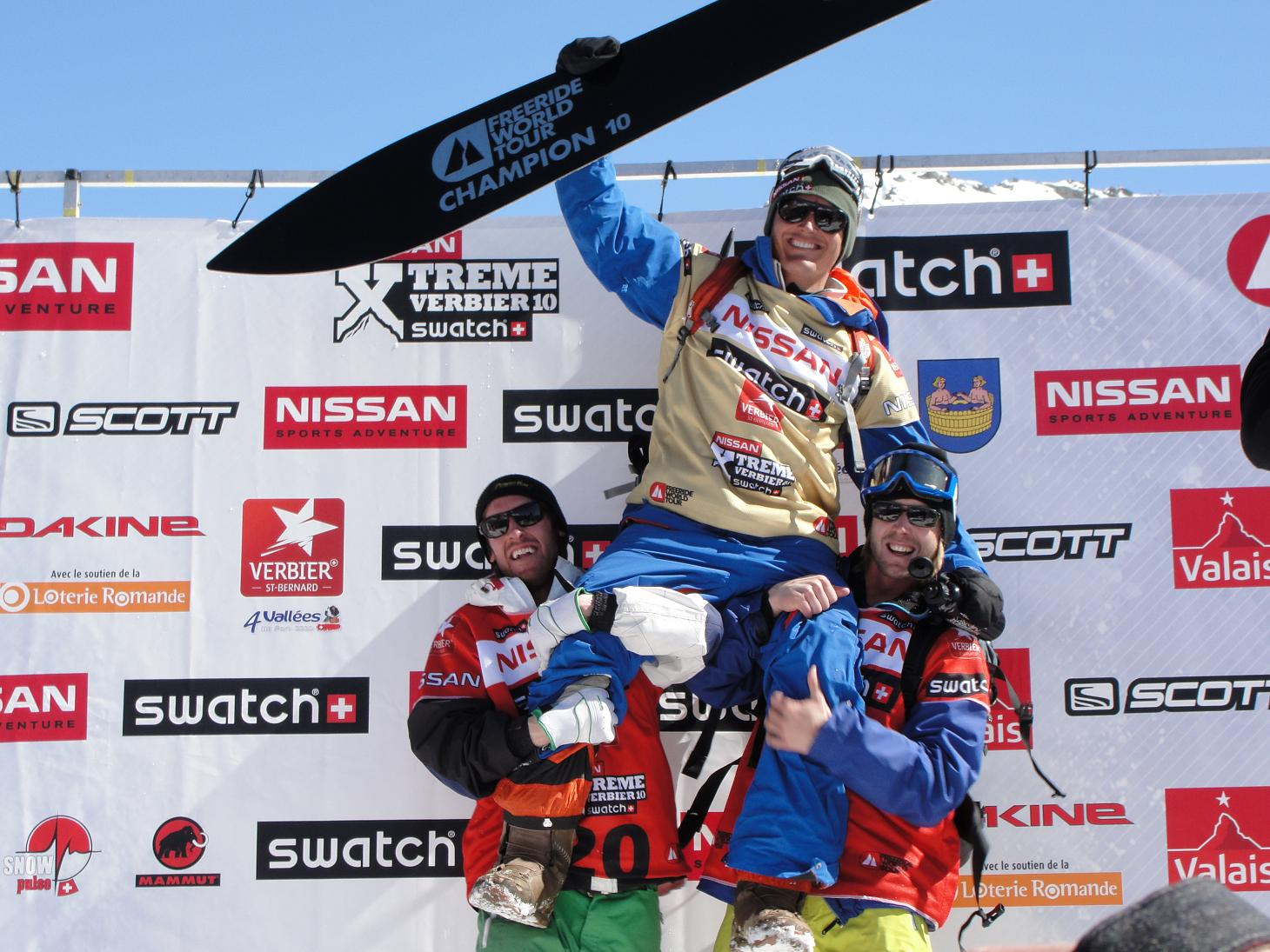
Matt Annetts, Mitch Toelderer e, sopra, Xavier de Le Rue sul podio del FWT 2010. De Le Rue è il vincitore del maggior numero di edizioni della competizione per la disciplina snowboard maschile.

Sono presenti due discipline, sci e snowboard, ognuna con le categorie maschili e femminili:
| Anno | Sci                 | Sci                     | Snowboard            | Snowboard         |
| Anno | Uomini              | Donne                   | Uomini               | Donne             |
| ---- | ------------------- | ----------------------- | -------------------- | ----------------- |
| 2008 | Henrik Windstedt    | Elyse Saugstad          | Xavier de Le Rue     | Ruth Leisibach    |
| 2009 | Aurélien Ducroz     | Ane Enderud             | Xavier de Le Rue     | Susan Mol         |
| 2010 | Candide Thovex      | Ane Enderud             | Xavier de Le Rue     | Aline Bock        |
| 2011 | Aurélien Ducroz     | Janette Hargin          | Mitch Tölderer       | Anne-Flore Marxer |
| 2012 | Reine Barkered      | Christine Hargin        | Jonathan Charlet     | Maria DeBari      |
| 2013 | Drew Tabke          | Nadine Walkner          | Ralph Backstrom      | Élodie Mouthon    |
| 2014 | Loïc Collomb-Patton | Nadine Walkner          | Emilien Badoux       | Shannan Yates     |
| 2015 | George Rodney       | Eva Walkner             | Jonathan Charlet     | Estelle Balet     |
| 2016 | Loïc Collomb-Patton | Eva Walkner             | Sammy Luebke         | Estelle Balet     |
| 2017 | Léo Slemett         | Lorraine Huber          | Sammy Luebke         | Marion Haerty     |
| 2018 | Kristofer Turdell   | Arianna Tricomi         | Sammy Luebke         | Manuela Mandl     |
| 2019 | Markus Eder         | Arianna Tricomi         | Victor de Le Rue     | Marion Haerty     |
| 2020 | Isaac Freeland      | Arianna Tricomi         | Nils Mindnich        | Marion Haerty     |
| 2021 | Kristofer Turdell   | Elisabeth Gerritzen     | Victor de Le Rue     | Marion Haerty     |
| 2022 | Maxime Chabloz      | Jessica Hotter          | Blake Moller         | Tiphanie Perrotin |
| 2023 | Valentin Rainer     | Justine Dufour-Lapointe | Ludovic Guillot-Diat | Katie Anderson    |
| 2024 | Max Hitzig          | Hedvig Wessel           | Victor de le Rue     | Erin Sauvé        |